# Whitechapel distrikt
Whitechapel var et distrikt indenfor byområdet London, England fra 1855 til 1900. Det blev dannet af Metropolis Management Act 1855 og blev reguleret af Whitechapel District Board of Works, som bestod af 58 folkevalgte vestrymen.
Indtil 1889 var distriktet en del af regionen Middlesex, men indgår i det område, som Metropolitan Board of Works. I 1889 udgjorde det område af MBW London grevskab, og distriktet bestyrelse blev en lokal offentlig myndighed under London County Council.